# Joan Carles Bellviure
Joan Carles Bellviure "JO" (Vinaroz, Valencia, 11 de octubre de 1963) es un actor, escritor y director de teatro. Está diplomado en la École Internacional de Théatre Jacques Lecoq de París, lugar donde vive actualmente. Ha trabajado con actores y directores como Toni Albà o Pere Fullana. Además es fundador del grupo Iguana teatre de Mallorca, donde residió en el 1970; también está vinculado en el Teatro del Mar, también en Mallorca. Como director ha trabajado en el aula de teatro de la Universidad de las Islas Baleares. Actualmente imparte clases de análisis de movimiento en la ESADIB (Escuela Superior de Arte Dramático de las Islas Baleares)
En cuanto al trabajo de director empezó en 1996 en la ciudad de Francia y en 2002 estrenó História(es) y en 2007 Seqüencies, que obtuvo el Premio Teatro Principal de Textos Dramáticos.

## Obra reciente
- Seqüències, (2007), espectáculo codirigido con Biel Jordà, Pere Fullana y Rafel Duran
- Residents
- Camarada K, (2010), adaptación de textos de Daniil Jarms.[1]
- L'actor en desequilibri (octubre de 2010), Teatre del Mar, Palma.[2] En 2011, Edicions Teatre del Mar ha publicado la obra en formato libro.[3]